# FKメルブ
FKメルブ・マル（トルクメン語: Mary Merv futbol kluby、英: FC Merw Mary）は、トルクメニスタンのマルを本拠地とするサッカークラブである。トルクメニスタン・リーグに所属する。

## 概要
1991年に創設された。メルブは本拠地マルの以前の名称（メルブ遺跡を参照）。2005年にはトルクメニスタン・カップを制し、翌年のAFCカップに出場している。また、過去には1994-95シーズンにアジアカップウィナーズカップに出場している。

## 獲得タイトル

### 国内タイトル
- トルクメニスタン・カップ：2回
  - 2005, 2008
- トルクメニスタン・スーパーカップ：1回
  - 2008